# Saxophon
Das Saxophon oder Saxofon ist ein Musikinstrument aus der Gruppe der Einfachrohrblattinstrumente. Der Korpus dieses Blasinstruments ist ein relativ weites (weitmensuriertes), stark konisches (sich zum Ende hin deutlich weitendes) Schallrohr von 64 bis 293 cm Länge. Damit unterscheiden sich alle Bauweisen des Saxophons etwa von der zylindrischen Klarinette. Das Klappensystem entspricht dem der Oboe. Das Saxophon gehört der Definition nach, anders als sein metallischer Korpus (meist aus versilbertem, vergoldetem oder lackiertem Messing) vermuten lässt, zur Familie der Holzblasinstrumente, da sein Ton mit Hilfe eines aufschlagenden Rohrblatts am Mundstück erzeugt wird.

## Geschichte und Allgemeines
Das Instrument wurde als „Saxophon“ von dem Belgier Adolphe Sax (eigentlich Antoine Joseph Sax) im Jahr 1840 erfunden und am 21. März 1846 unter der Nummer 3226 in Frankreich patentiert. Im Patentantrag begründet Sax seine Erfindung mit dem Fehlen gut klingender Holzblasinstrumente der tiefen Lage und wollte mit der Erfindung des Saxophons ein Holzblasinstrument kreieren, das klanglich zwischen dem „wärmend-biegsamen“ Klang der Klarinette und dem eher durchdringenden, näselnden Klang der Oboe liegt.
Das erste von Adolphe Sax gebaute Saxophon war ein Bassinstrument in C. Er konzipierte das neue Instrument jedoch von vornherein für die Stimmlagen von Sopran bis Subkontrabass, abwechselnd im Quart-/Quintabstand. Dabei sah er die C/F-Stimmung für den Gebrauch im Sinfonieorchester vor, während die B/Es-Stimmung für die Militärmusik gedacht war. Die C- und F-Instrumente werden heute kaum noch hergestellt und hatten nie die Bedeutung, die sie nach ihrem Erfinder hätten haben sollen. Einzig das C-Melody-Saxophon wurde bis in die 1950er-Jahre gebaut und im Jazz, vor allem im Swing, viel verwendet.
1929 übernahm Henri Selmer die Pariser Werkstatt von Adolphe Sax und wurde zum offiziellen Inhaber von dessen Patentrechten. 2010 feierte Henri Selmer Paris das 125-jährige Firmenjubiläum. Saxophone von Henri Selmer Paris, besonders das Mark VI, haben mittlerweile Kultstatus und gehören zu den handwerklich herausragenden Produkten.
Erst längere Zeit nach seiner Erfindung begann schließlich mit dem Aufkommen des Jazz in New Orleans der eigentliche Siegeszug dieses Instruments, mit seinem sehr variablen Klang und großen dynamischen Umfang. Alfred Baresel nannte es 1929 „das wichtigste Melodie-Instrument des Jazz“.
Seiner Historie folgend ist das Saxophon also nicht mit dem Jazz entstanden bzw. wurde gar nicht hierfür entworfen, sondern war eigentlich für die klassische „ernsthafte“ Konzertmusik vorgesehen, in der es sich allerdings bis heute nie (zumindest nicht ansatzweise wie im Jazz) behaupten konnte.
Entgegen der landläufigen Meinung ist das Saxophon dennoch bei weitem kein Instrument, das nur im Jazz zu Gebrauch kommt. Tatsächlich werden Saxophone seit dem 20. Jahrhundert in unzähligen Musikgenres verwendet, einschließlich Pop, Rock ’n’ Roll, elektronischer Musik, aber auch in serieller Musik sowie zahlreichen weiteren Genres. Auch bei Konzert- und Tanzmusik ist es eines der beliebtesten Soloinstrumente, und viele bekannte Saxophon-Solisten haben ihre eigenen Bands oder Combos gegründet.
Im Deutschen Reich wurde das Saxophon zur Zeit des Nationalsozialismus und teils bereits zuvor als Instrument der Entarteten Musik bzw. Negermusik bekämpft. So forderte die Deutsche Tonkünstler-Zeitung bereits 1929 ein Verbot des Instruments, das mit dem sukzessiven Verbot der Jazzmusik, dem Haupteinsatzgebiet des Saxophons, ab 1933 großteils entstand. Jedoch wandten sich dadurch in der Existenz bedrohte Hersteller an das Reichswirtschaftsministerium, das auf Anfrage vom Reichsministerium für Volksaufklärung und Propaganda die Auskunft erhielt, dass „das Saxofon an der Negermusik völlig unschuldig sei“, da die „Erfindung des Adolf Sax […] hauptsächlich in der Militärmusik gebraucht [werde]. Wie mit allen anderen Instrumenten könne man auch mit dem Saxofon gute Musik machen.“ Die Deutsche Kultur-Wacht schrieb 1933: „Wenn es richtig gespielt wird, ohne die bisher üblichen Mätzchen (Glissando usw.), erweist es sich als ein wertvolles Hilfsmittel der Tanzmusik.“ So kam das Saxophon sowohl in der Tanz-, als auch in der Militärmusik weiter zum Einsatz. Die Musikkorps der Deutschen Luftwaffe enthielten ab 1940 einen fünf Instrumente umfassenden Saxophon-Satz. Hans Hinkel erneuerte die Meinung des Propagandaministeriums 1942 erneut, indem er feststellte, dass das Saxophon nur „fälschlich als Negerinstrument“ bezeichnet wird. Zur selben Zeit lobte auch der Referent für Musik im Reichsluftfahrtministerium die Bereicherung des Orchesters „um eine typische Klangfarbe“ und die „[beträchtlichen] klanglichen Ausdrucksmöglichkeiten“.
Viele NS-Ideologen (z. B. Herbert Gerigk, Alfred Rosenberg) sahen das Saxophon wegen seines Klangs und seiner Verwendung in der Negermusik dennoch weiterhin nicht als zur „guten Musik“ fähig.

## Aufbau und Bauformen

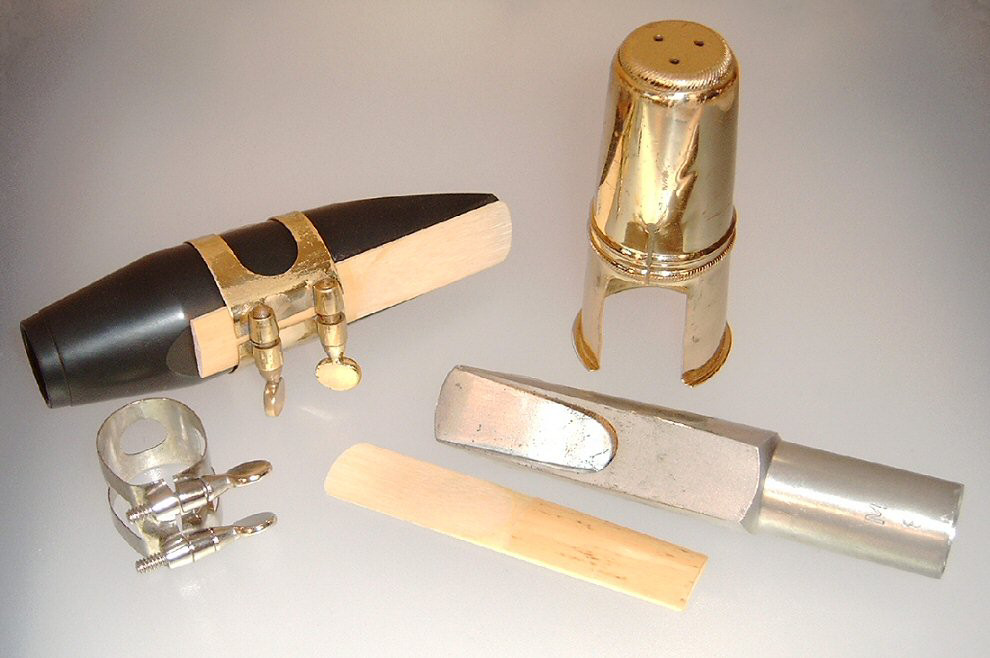
Zwei verschiedene Mundstücke eines Tenorsaxophons mit Rohrblättern und Ligaturen

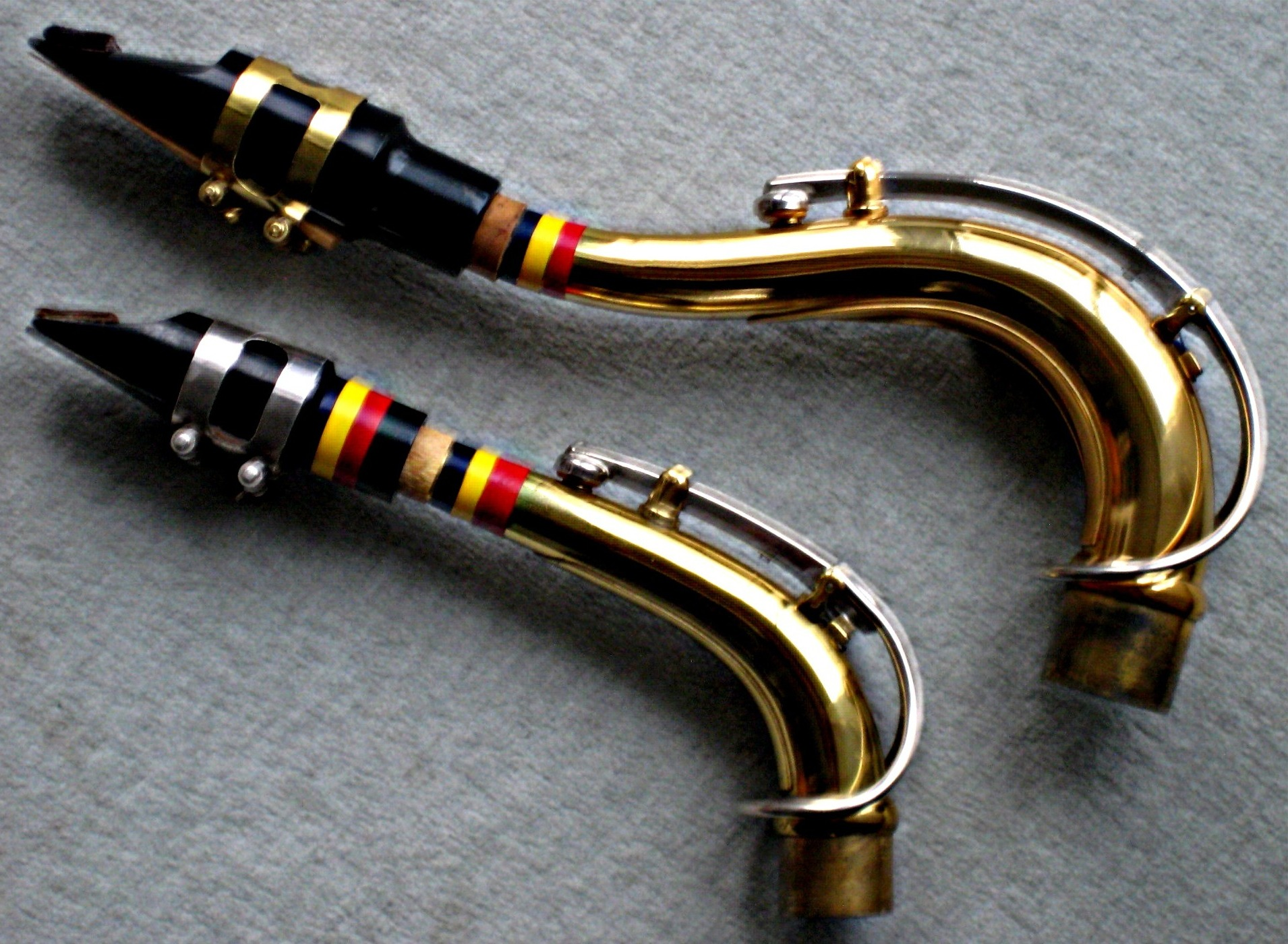
S-Bogen mit Mundstück vom Tenor- (oben) und Altsaxophon (unten)

Der Ton entsteht beim Saxophon durch ein einzelnes schwingendes Rohrblatt (wie z. B. auch bei der Klarinette).
Das Saxophon ist in drei Einzelteile zerlegbar:
1. Mundstück mit Rohrblatt und Blattschraube (Ligatur)
2. S-Bogen
3. Korpus

Das Sopranino- und Soprillo- sowie manche Sopransaxophone bestehen nur noch aus Korpus und Mundstück.
Beim Spielen wird das Instrument meist an einem Tragriemen befestigt, den sich der Spieler um den Hals hängt. Für größere Instrumente (ab Baritonsaxophon und größer) sowie für kleinere Saxophonisten gibt es auch Rücken- oder Schultergurte. Diese setzen sich wegen des höheren Tragekomforts in jüngerer Zeit auch vermehrt bei Tenorsaxophonisten durch, schränken aber deren Beweglichkeit und Spieldynamik stark ein. Sopransaxophon und Sopraninosaxophon spielt man oft ohne Trageriemen. Basssaxophone und größere werden meistens im Ständer und sitzend gespielt, da sie für einen bloßen Gurt zu schwer sind.
Anders als die Klarinette überbläst das Saxophon nicht in die Duodezime, sondern (wie die Querflöte und Oboe) in die Oktave. Dies wird durch den konischen Verlauf der Schallröhre (eng am Mundstück und sehr weit am Schallbecher) verursacht. Zum Überblasen befindet sich auf der Rückseite eine Oktav- oder Überblasklappe (betätigt mit dem Daumen), die bei heute üblichen Bauformen automatisch in Abhängigkeit vom gespielten Ton eines von zwei kleinen Tonlöchern öffnet. Grifftechnisch ist das Instrument weitgehend mit der B-Klarinette und teilweise auch mit der modernen Querflöte verwandt.
Am häufigsten in Gebrauch sind Altsaxophon und Tenorsaxophon, gefolgt von Sopransaxophonen und Baritonsaxophonen und anschließend dem Basssaxophon, während die Varianten in den extremen Lagen seltener – solistisch oder zur Bereicherung der Klangfarben in größeren Ensembles – eingesetzt werden. Das Altsaxophon ist nicht zuletzt deshalb am beliebtesten, weil es von Größe, Preis und Gewicht her auch als Anfängerinstrument für Kinder und Jugendliche geeignet ist. Hinzu kommt, dass die hohen Töne keinen allzu starken Ansatz und die tiefen nicht zu viel Luft erfordern.

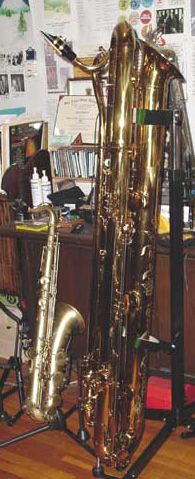
Subkontrabasstubax
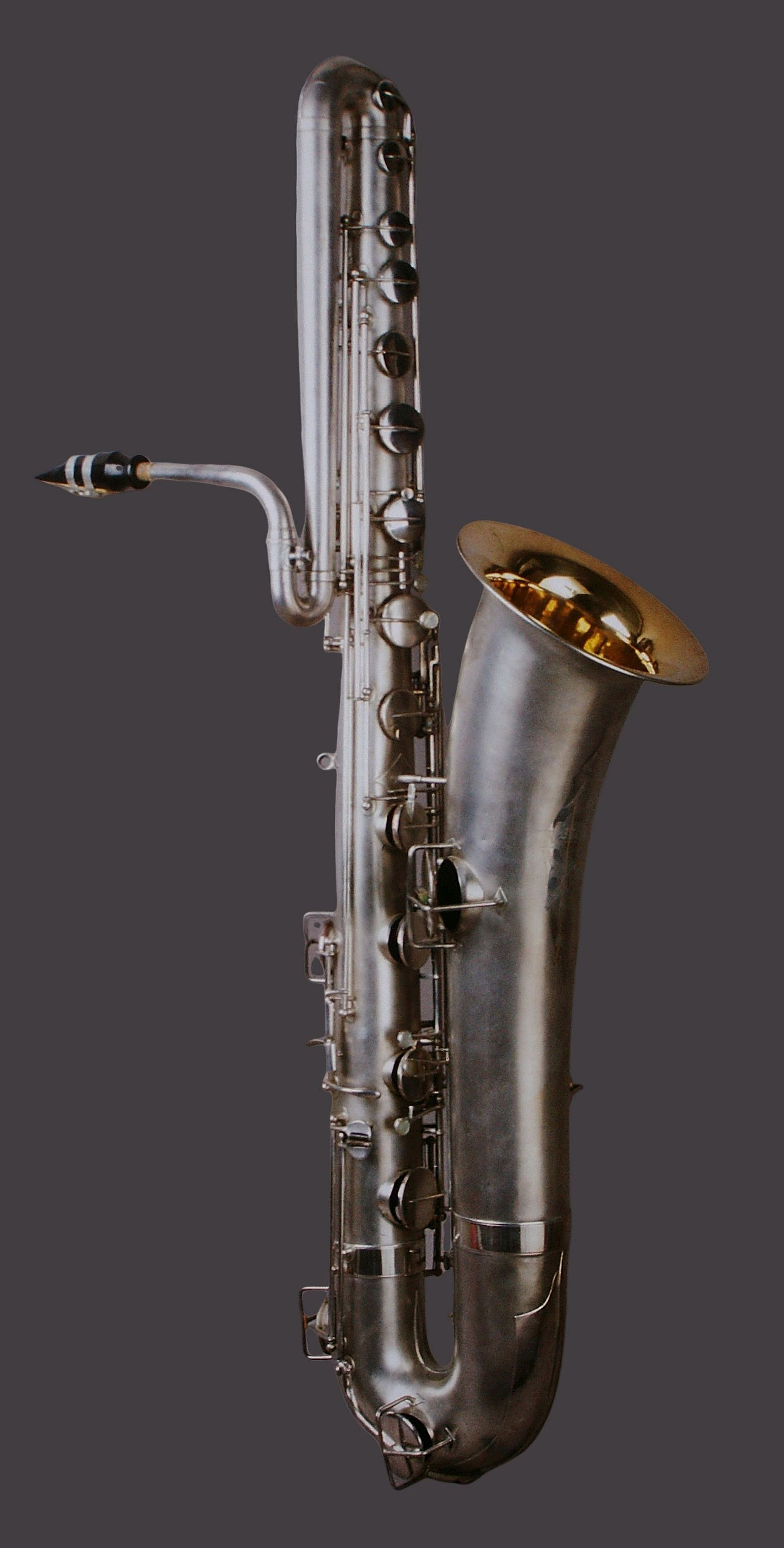
Basssaxophon
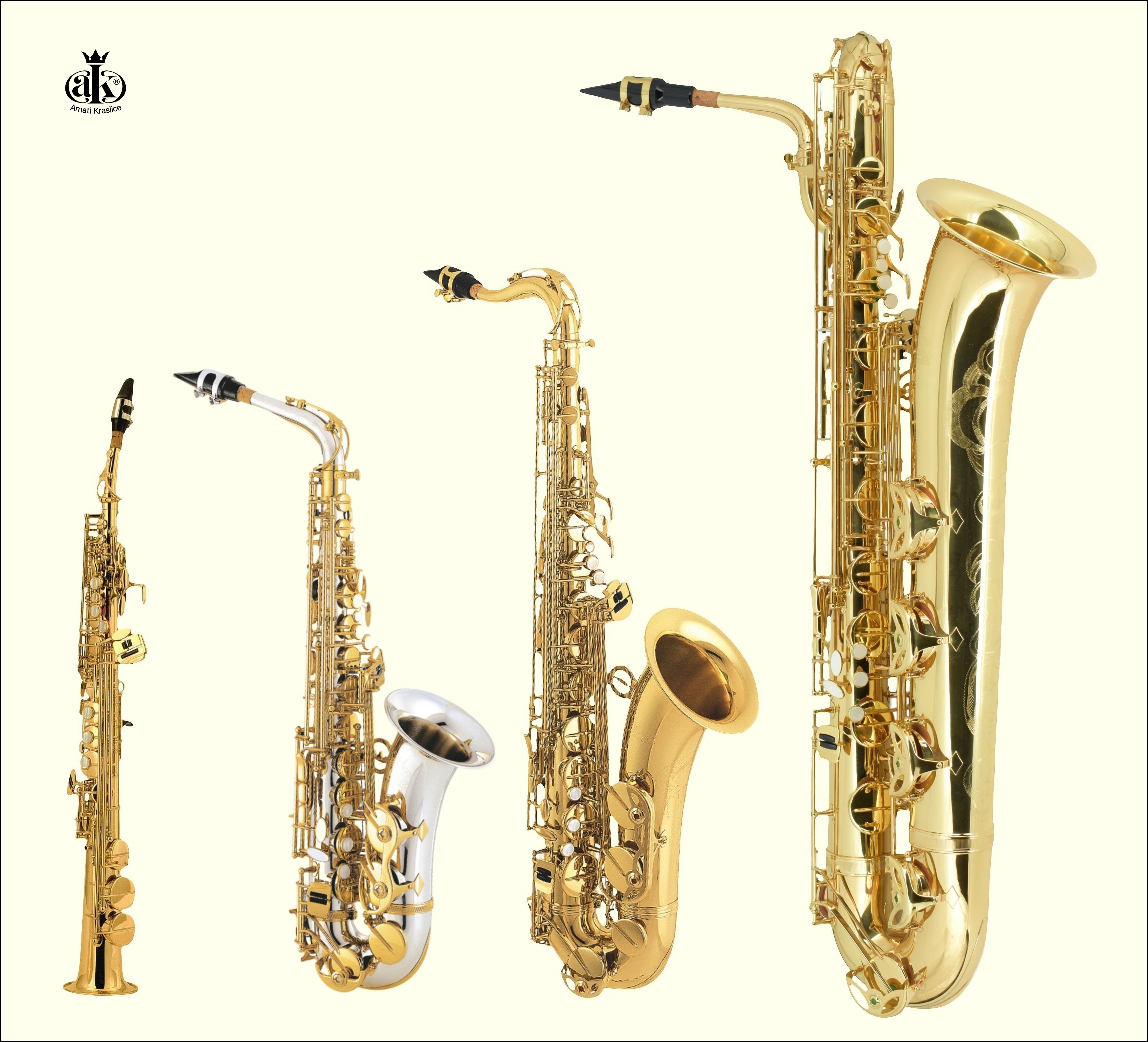
Sopran-, Alt-, Tenor- und Baritonsaxophon

| Bauform       | Abkürzung                              | Stimmung | notiertes c1 klingt als | klingender Tonumfang | klingender Tonumfang | klingender Tonumfang |
| ------------- | -------------------------------------- | -------- | ----------------------- | -------------------- | -------------------- | -------------------- |
| Soprillo      |                                        | B        | b1                      | as1                  | –                    | d4                   |
| Sopranino     | sss, ssi                               | Es       | es1                     | des1                 | –                    | as3                  |
| C-Sopran      |                                        | C        | c1                      | b0                   | –                    | f3                   |
| Sopran        | ss, sop                                | B        | b0                      | as0                  | –                    | es3 (e3)             |
| Mezzosopran   |                                        | F        | f0                      | es0                  | –                    | b2                   |
| Alt           | as, alto, asx                          | Es       | es0                     | des0                 | –                    | as2 (a2)             |
| C-Melody      | c-mel, cmel                            | C        | c0                      | B                    | –                    | f2                   |
| Tenor         | ts                                     | B        | B                       | As                   | –                    | es2 (e2)             |
| Bariton       | bar, bars, bs                          | Es       | Es                      | (C) Des              | –                    | a1                   |
| Bass          | bsx, bassax, b-sax, bsax, bss, basssax | B        | B1                      | (G1) As1             | –                    | e1                   |
| Kontrabass    | cbsx, cb-sax                           | Es       | Es1                     | (C1) Des1            | –                    | a0                   |
| Subkontrabass |                                        | B        | B2                      | As2                  | –                    | e0                   |

Weitere Bauformen
Seit Anfang dieses Jahrtausends gibt es ein noch kleineres Saxophon als das Sopranino: Das Soprillo in B-Stimmung in gerader Bauform mit Applikatur bis zum hohen e, bei normalem Fingersatz. Eine Besonderheit ist die obere Oktavklappe, die im Mundstück eingebaut ist. Die Schallröhre des Soprillos hat eine Länge von 30 cm.
Etwa seit der gleichen Zeit gibt es auch sehr gut spielbare Kontrabass- und Subkontrabass-Saxophone. Ihre Bauform weicht etwas von der klassischen Form ab: Das Hauptrohr ist nochmals gebogen. Dadurch werden diese Instrumente kompakter. In modernisierter Bauform, Tubax genannt, werden Kontrabass- und Subkontrabasssaxophon in Deutschland von Benedikt Eppelsheim hergestellt. Beide haben kleinere Mundstücke (Bariton- bzw. Basssaxophonmundstück), was die Ansprache verbessert, und eine engere Mensur, wodurch weniger Luft verbraucht wird und längere Töne gespielt werden können.
Die Beweglichkeit und Vielseitigkeit des Saxophons führte zu zahlreichen Experimenten. Das Conn-O-Sax (um 1928) wurde in einer geraden Form mit einem bauchigen Schallstück gebaut. Die gerade Form des Saxophons verleiht dem Instrument einen oboenartigen Klang. Beim Conn-O-Sax wird durch das kugelartige Schallstück der nasale Klang eines Doppelrohrblattinstruments (Oboe, Englischhorn oder Fagott) erreicht. Die F-Stimmung dieses Instruments gleicht der des Englischhorns, liegt also einen Ganzton höher als die des Altsaxophons in Es und entspricht damit der ursprünglichen Intention von Sax, ein sinfonieorchestertaugliches Instrument zu bauen. Obwohl seine Vorteile gegenüber dem Englischhorn überwiegen, hat sich das Instrument nicht durchgesetzt.
Das Saxello ist ein Bb-Sopransaxophon mit zurückgebogenem Kopfende und nach vorne gebogener Spitze. Es wurde ab etwa 1924 von der King H. N. White Company gefertigt (King Saxello), seine Produktion wurde aber in den 1930er Jahren während der Großen Depression eingestellt. Heute jedoch werden Saxellos wieder produziert. Bekannt wurden sie u. a. durch den Jazzmusiker Rahsaan Roland Kirk, der auch auf dem ähnlichen Manzello spielte. Er spielte auch ein Stritch genanntes umgebautes Altsaxophon von Buescher.
Eine andere Entwicklung ging dahin, Saxophone aus Holz zu bauen, um einen weicheren Klang zu erzielen. Diese Formen sind allerdings instrumentenbaulich schwer herzustellen und weisen starke Intonationsprobleme auf. Das Holzsaxophon ist der Klarinette und dem ungarischen Tárogató sehr ähnlich.

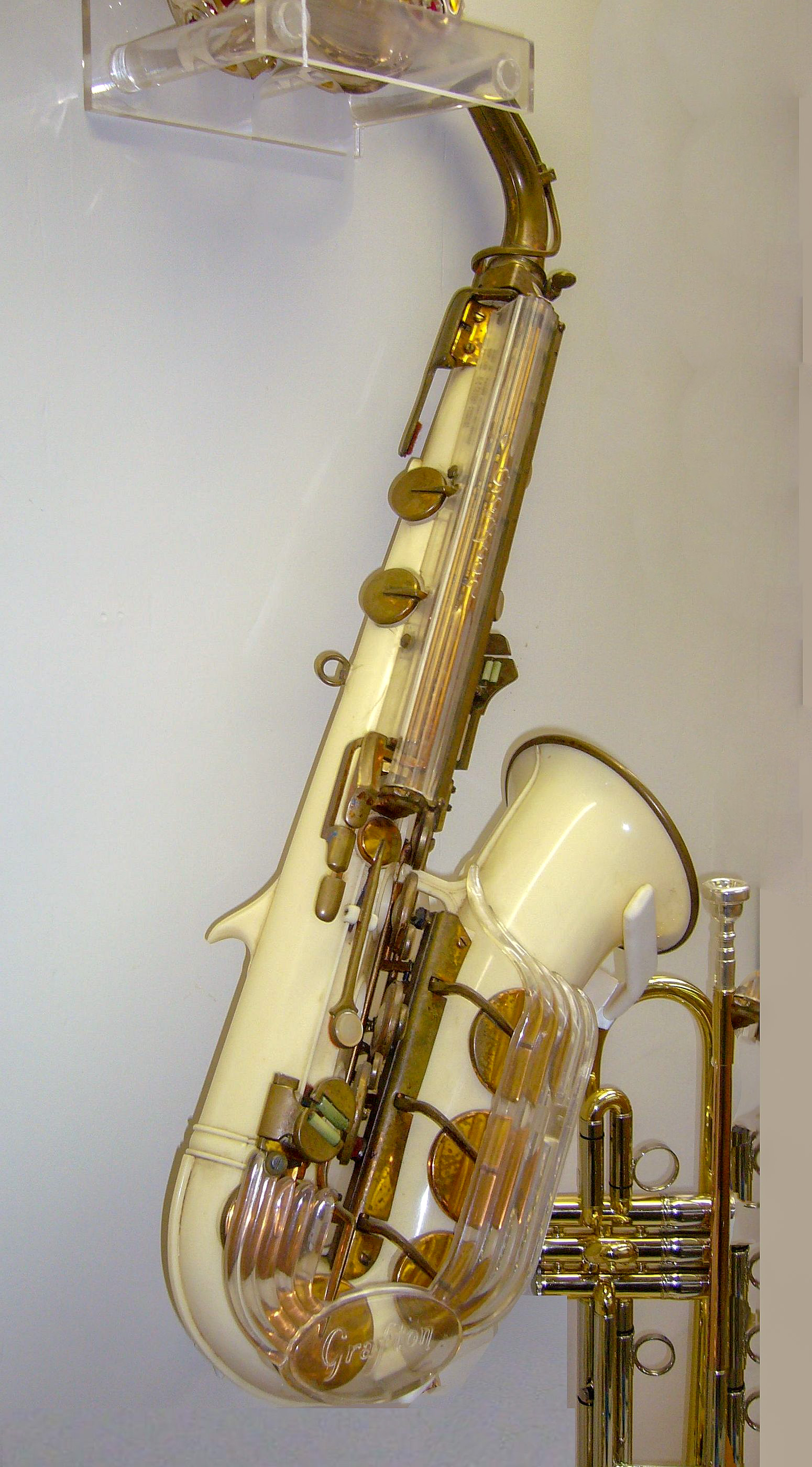
Grafton-Saxophon aus Kunststoff

In den 1950er Jahren baute die Firma Grafton eine kleine Serie von Saxophonen aus Kunststoff, die durch Ornette Coleman und Charlie Parker bekannt wurden. Das Konzept des Kunststoff-Saxophons wurde mit Erscheinen des ersten Vibratosax der thailändischen Firma Vibrato seit 2010 wiederbelebt.
Auch in Bezug auf die Technik zur Abdeckung der Tonlöcher wurden verschiedentlich neue Ansätze verfolgt. Der Regelfall ist auch heute noch die Verwendung hohler Metallklappen, die innen mit einem mit Leder überzogenen Filzpolster ausgefüllt sind. Das Material dieser Polster wurde im Zuge der technischen Entwicklung auch durch moderne Kunststoffmaterialien (Codera, TopTone oder Jim Schmidt (USA)) ersetzt, die gepolsterte Klappe ist jedoch bis heute Standard. Zur Verbesserung des Resonanzverhaltens werden bei den größeren Klappen verschiedene Auflagen aus Metall oder Kunststoff (sogenannte Resonatoren) verwendet, die auf das Polster aufgenietet, im Fall der Buescher-Snap-In-Polster auch eingeschraubt sein können. Heute wie damals werden in 99 % aller Saxophone lederbezogene Polster verbaut.
Eine Ausnahme stellte ein in der Zeit von 1938 bis 1941 vorübergehend von Selmer USA produziertes Saxophon dar: In Zusammenarbeit mit dem damals renommierten US-amerikanischen Hersteller Buescher wurde ein Saxophon ohne Klappenpolster („a padless saxophone“) entwickelt, bei dem die Dichtung der Tonlöcher durch einen Lederring am Tonloch selbst und die Verwendung absolut plangeschliffener Messingklappen erzielt wurde. Obwohl Resonanzverhalten und Ansprache des Modells als sehr gut beschrieben wurden, waren die dünnen Dichtungsringe auf die Dauer zu anfällig, sodass das System bald wieder vom Markt verschwand.
Eine besondere Form der Klappenpolster findet sich beim zuvor erwähnten Vibratosax Kunststoff-Saxophon: die Polster bestehen gänzlich aus flexiblem Silikon und sind direkt am Hebel, an einem verhältnismäßig kleinen, im Durchmesser nur wenige Millimeter messenden Punkt, rundum beweglich aufgehängt. Die Klappen sind hierdurch vollständig selbstnivellierend, was dafür sorgt, dass die Tonlöcher stets bestmöglich geschlossen werden, und den Wartungsaufwand, verglichen mit traditionellen Tonlochabdeckungen, entsprechend merklich reduziert.
Das Taschensaxophon kann wegen seines Namens und seines Klangs als Form des Saxophons angesehen werden, nicht aber von den charakteristischen Instrumenten-Eigenschaften her. Es stellt eher ein Mittelding zwischen Klarinette und Flöte dar.

## Spieltechnik

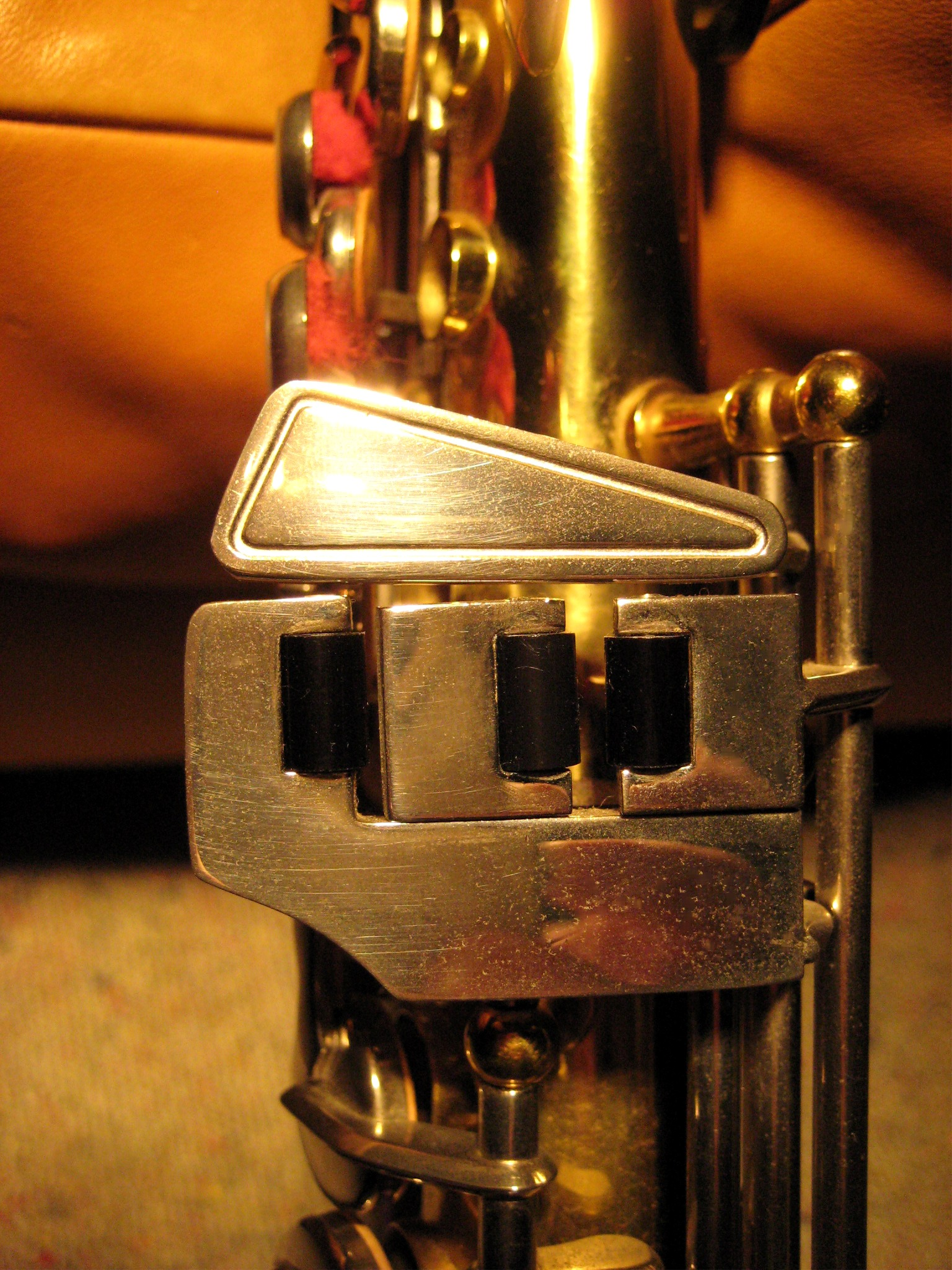
Rollenverbindung (hier: Sopransax)

Das Mundstück wird so in den Mund genommen, dass die oberen Schneidezähne vorn auf der schrägen Fläche liegen. Beim klassischen (geschlossenen) Ansatz wird, wie bei der Klarinette, die Unterlippe leicht über die unteren Zähne nach innen gezogen und gegen das Blatt gedrückt. Im Gegensatz dazu wird beim modernen (offenen) Ansatz die Unterlippe nach außen gewölbt. Dabei dürfen die Zähne das Blatt nicht berühren. Mit diesem Ansatz wird eine härtere Klangfarbe erzielt. Damit das Blatt leichter anspricht, wird es vor dem Spielen von beiden Seiten befeuchtet.
Die linke Hand bedient vor allem die oberen Klappen des Saxophons. Der Daumen dieser Hand ruht auf der dafür vorgesehenen Daumenplatte und hält so den oberen Teil des Korpus. Bei Bedarf drückt er, um das Überblasen zu erleichtern, die direkt darüber befindliche Oktavklappe. Die rechte Hand bedient vor allem die unteren Klappen. Mit dem rechten Daumen hält der Spieler das Instrument in der Mitte, indem er es am Daumengriff leicht von sich drückt. Für Zeige-, Mittel- und Ringfinger der rechten und linken Hand hat er je eine Klappe. Der Zeigefinger der oberen Hand bedient außerdem die kleine B-Klappe und die Flageolet-Klappe. Die kleinen Finger der rechten und linken Hand bedienen zwei bzw. vier Klappen, die zur Erleichterung des Klappenwechsels mit Rollen verbunden sind.
Fingersatztabellen existieren sowohl für den normalen Ton- als auch für den Altissimo-Bereich.

## Saxophonmusik
Die ersten Saxophonsätze der frühen Swingorchester Ende der 1920er Jahre bestanden aus zwei Altsaxophonen und einem Tenorsaxophon (z. B. Fletcher Henderson). Mit der Größe der Orchester nahmen auch die Saxophonsätze zu, zunächst auf vier Musiker (zwei Altsaxophone, zwei Tenorsaxophone) und dann auf fünf als Standardbesetzung der Bigbands der 1940er Jahre mit zwei Altsaxophonen, zwei Tenorsaxophonen und einem Baritonsaxophon. Diese Formation gilt seitdem als übliche Bigband-Besetzung, obwohl es immer auch abweichende Zusammensetzungen mit einem besonderen Sound gegeben hat. Beispiele dafür sind die „Four-Brothers-Besetzung“ von Woody Herman mit drei Tenor- und einem Baritonsaxophon oder der von einer Klarinette angeführte Saxophonsatz von Glenn Miller. In den 1950er-Jahren wurde der Saxophonsound von Billy Vaughn populär, bei dem die (zweistimmige) Melodieführung durch zwei Altsaxophone in der hohen Lage erfolgte. Üblicherweise sind die Saxophone in einem Saxophonsatz parallel mehrstimmig gesetzt, wobei dem ersten Altsaxophon die Melodieführung obliegt, während das Baritonsaxophon die Basslinien ausfüllt. Selten taucht auch einmal ein Bass-Saxophon in einer Orchesterbesetzung auf, allerdings in der Regel nicht als Mitglied des Saxophonsatzes, sondern als Ersatz für die Tuba oder den Kontrabass.
Sofern Saxophone in Musik-Combos eingesetzt werden, handelt es sich häufig um ein Tenorsaxophon (typisch für die Besetzung einer Rock-’n’-Roll-Combo) oder auch um ein Altsaxophon (hin und wieder in der Rockmusik). Sofern ein dreistimmiger Bläsersatz in einer Pop- oder Rockmusik-Combo Verwendung findet, besteht dieser meistens aus einem Saxophon (Alt oder Tenor) zusammen mit einer Trompete und einer Posaune. In größeren (Blas-)Musikkapellen der eher volkstümlichen Art kommen Saxophone (Alt und Tenor) oft in den Nebenstimmen (zusammen mit Tenorhörnern) vor.

### Blasorchester

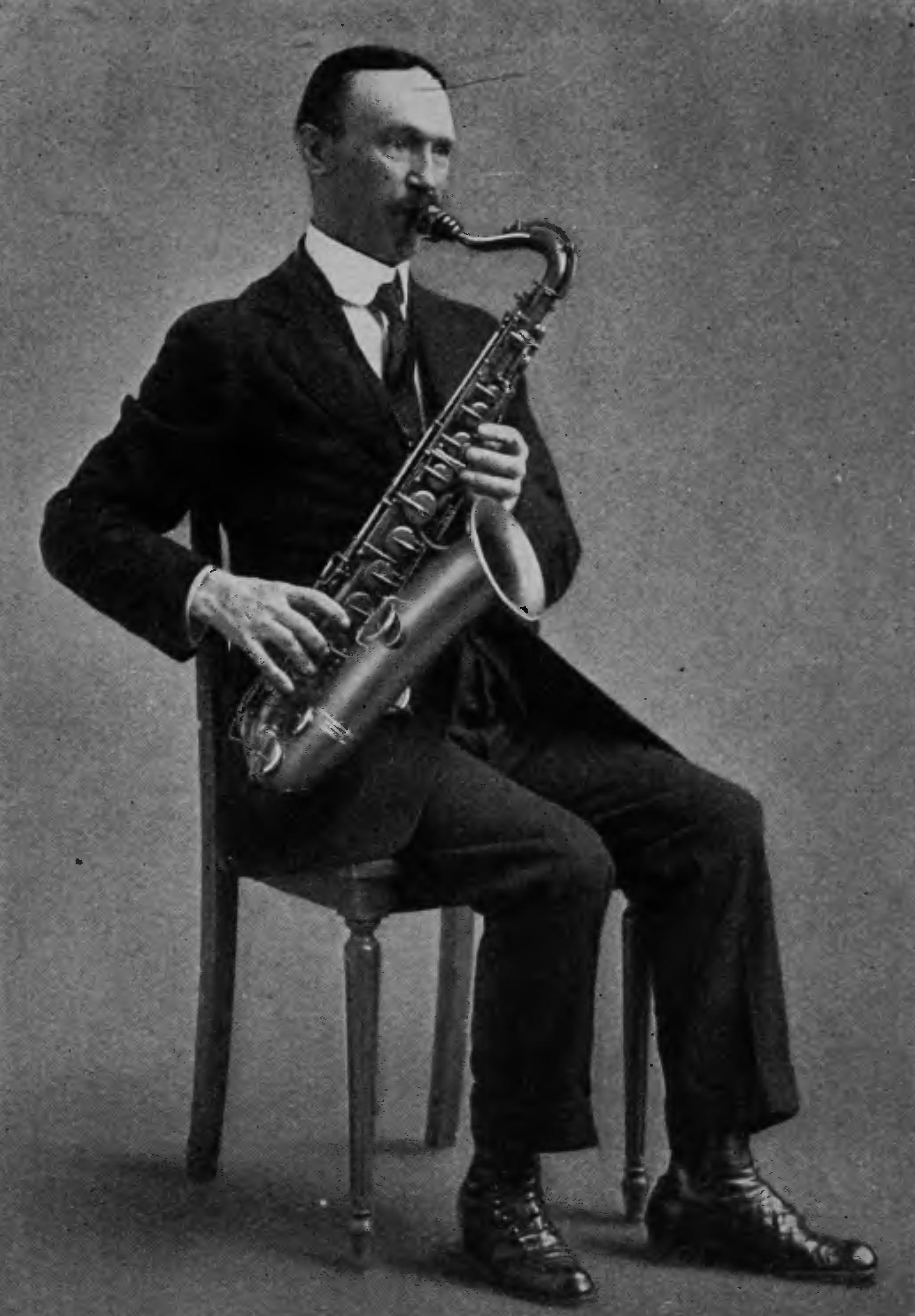
Tenorsaxophonist des Blasorchesters von John Philip Sousa (1917).

Die längste Tradition hat das Saxophon in den Blasorchestern. Dort hat das Saxophon eine wichtige klangliche Bedeutung. Es verbindet das Holz-Register Holzblasinstrumente mit dem Blech-Register Blechblasinstrumente. Einerseits hat das Saxophon die Beweglichkeit eines Holzblasinstrumentes, andererseits steht es der Lautstärke eines Blechblasinstrumentes kaum nach. 1844 prophezeite Berlioz dem Saxophon durch seine Eigenschaften eine große Zukunft.

### Klassische Musik
In der klassischen Musik wird das Saxophon vor allem als Soloinstrument, in Saxophonformationen (vor allem dem Saxophonquartett) und in Kammermusikbesetzungen verwendet. Im Sinfonieorchester findet man es seltener. Obwohl erste Bauarten des Saxophons bereits im 19. Jahrhundert entstanden, wurde es in der klassischen Kunstmusik erst ab Beginn des 20. Jahrhunderts vermehrt eingesetzt. Als eines der wohl bekanntesten, seltenen Beispiele aus dem (späteren) 19. Jahrhundert gilt Georges Bizets L'Arlésienne. Bekannte Beispiele aus dem 20. Jahrhundert sind u. a. George Gershwins Rhapsody in Blue und ein Amerikaner in Paris, Maurice Ravels Boléro, Alban Bergs Violinkonzert und Lulu oder die Sinfonia domestica von Richard Strauss. Das Instrument wird hierbei aber in der Regel von einem der Klarinettisten als Nebeninstrument verlangt. Eines der frühesten Saxophonkonzerte ist Alexander Konstantinowitsch Glasunows Altsaxophonkonzert in Es-Dur Opus 109 (Erstaufführung 1934). Bereits früher entstanden, aber erst postum uraufgeführt ist die Rhapsodie für Altsaxophon und Orchester von Claude Debussy. Des Weiteren hatte u. a. der DDR-Sinfoniker Max Butting eine Vorliebe für den Klang des Instrumentes und verwendete es in den meisten seiner Orchesterwerke. In jüngerer Zeit setzten u. a. Luciano Berio, Pierre Boulez oder Péter Eötvös das Saxophon im Orchester ein; mittlerweile ist es in der zeitgenössischen Orchesterliteratur durchaus kein seltener Gast mehr.

#### Saxophon solo

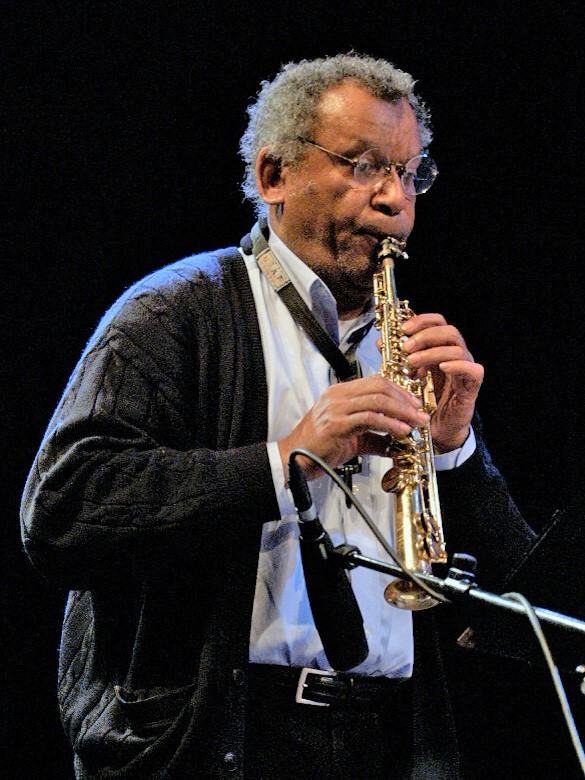
Anthony Braxton mit Sopranino

Besonders in der Neuen Musik wird das Saxophon als Soloinstrument verwendet. Die Komponisten betonen in ihren Kompositionen dabei besonders die avantgardistischen Klangmöglichkeiten und die technischen Aspekte des Saxophons: Multiphonics, Flageoletttechniken, Klappengeräusche, Glissando, Tremolo und viele weitere.
Einige der Komponisten, die Werke für Saxophon solo geschrieben haben, sind: Eckart Beinke, Paul Bonneau, Pierre-Max Dubois, Anders Eliasson, Jean Françaix, Alexander Konstantinowitsch Glasunow (der allerdings ins 19. Jahrhundert gehört), Jacques Ibert, Paul Hindemith, Nicolaus A.Huber, Christian Lauba, Fabien Lévy, Jean-Marie Londeix, Ryō Noda, Martin Christoph Redel, Guido Rennert, Bertold Hummel, Fuminori Tanada, Pierre-Max Dubois, Jean Rivier, Sigfrid Karg-Elert oder Patrice Sciortino.
Dem US-amerikanischen Altsaxophonisten John-Edward Kelly ist eine Reihe von Werken für sein Instrument und Orchester gewidmet. So schrieben Anders Eliasson seine fünfsätzige Sinfonia concertante: Symphonie Nr. 3 für Alt-Saxophon und Orchester (1989; 2010 entstand eine Fassung für Sopransaxophon), Pehr Henrik Nordgren Phantasme (1992) und Jan Sandström My Assam Dragon (1996) für Kelly. Ebenfalls für Kelly entstanden das Konzert für Streicher und Altsaxophon (2003, Fassung für Sopransaxophon 2009) von Anders Eliasson und die Kammersinfonie Nr. 3 für 20 Streicher und Altsaxophon (1996/97) von Kalevi Aho, der für das Raschèr Saxophone Quartet ein Konzert für Saxophon-Quartett, Glocken und Streicher (mit dem Titel Kellot / Glocken) schrieb.
Auf Wunsch des schwedischen Saxophonisten Anders Paulsson schrieb Anders Eliasson 2009 und 2010 Fassungen seiner Sinfonia concertante: 3. Symphonie für Alt-Saxophon und Orchester und des Konzerts für Streicher und Altsaxophon für das Sopransaxophon. Ebenfalls für das Sopransaxophon schrieb Friedrich Cerha. Sein Konzert für Sopransaxophon und Orchester wurde 2004 uraufgeführt.
Seit neuestem gibt es sogar ein Konzert für Baritonsaxophon und Orchester von Georg Friedrich Haas, das am 3. Mai 2008 vom WDR-Sinfonieorchester Köln unter Leitung von Emilio Pomarico uraufgeführt wurde (Livesendung im Radio). Solist war Marcus Weiss.
Für den Saxophonisten Dieter Kraus schrieb Timo Jouko Herrmann 2009 ein auf das Gedicht Morphine von Heinrich Heine anspielendes Konzertstück mit großem Orchester, in dem der Solist beständig zwischen Sopran- und Altsaxophon wechselt.

#### Saxophon in Kammermusikbesetzung
In der Kammermusikbesetzung wird das Saxophon in Kombination mit anderen Soloinstrumenten verwendet. Einige der Kombinationen, die in Kompositionen Verwendung finden, kombinieren das Saxophon unter anderem mit Gesang, Geige, Flöte, Klarinette, Oboe, Fagott, Trompete, Posaune oder auch Schlagzeug. Besonders häufig wird das Saxophon als Hauptinstrument mit Begleitung verwendet. Verbreitet sind hier insbesondere die Kombination von Saxophon und Klavier, aber es existieren auch Stücke in Begleitung von Orgel, Akkordeon, Harfe, Kontrabass und Gitarre.

#### Saxophonformationen
Die Formationen, in denen das Saxophon in der klassischen Musik verwendet wird, sind an die Formationen der Streichinstrumente angelehnt. Insbesondere wird das Saxophon im Saxophonquartett und in größeren Saxophonensembles gespielt. Die Standardbesetzung des Saxophonquartetts ist Sopran, Alt, Tenor und Bariton. Wichtige klassische Saxophonquartette sind u. a. das Raschèr Saxophone Quartet, das Aurelia Saxophone Quartet, das Sonic.art Saxophonquartett oder das Pindakaas Saxophon Quartett. Beim Saxophonquintett findet man am häufigsten die Besetzung Sopran, Alt 1, Alt 2, Tenor und Bariton. Die Besetzung der größeren Saxophonensembles variiert je nach Ensembleleiter und Komposition. Die Standardzusammensetzung des Saxophonensembles, die Jean-Marie Londeix eingeführt hat, besteht aus einem Sopranino-, zwei Sopran-, drei Alt-, drei Tenor-, zwei Bariton- und einem Bass-Saxophon. Neben der kammermusikalischen Londeix-Besetzung mit zwölf selbständig geführten Stimmen trifft man auf Saxophonorchester-Formationen, welche (ähnlich wie beim Streichorchester oder Posaunenchor) die Stimmen mehrfach besetzen (saxophone choir), dafür aber von weniger Stimmen ausgehen, z. B. einem fünfstimmigen Satz S A A T B. Andere, insbesondere kleinere Saxophonensembles, wie zum Beispiel das Rova Saxophone Quartet, verändern je nach Komposition die Zusammenstellung der Instrumente. Auch hier werden die sechs gängigen Saxophonarten verwendet.

### Jazz
Seit der Swing-Ära ist der Jazz „saxophonisiert“. Es gab und gibt kaum ein Jazzensemble, in dem das Saxophon nicht zumindest eine wichtige Solistenrolle ausfüllen würde. Am häufigsten findet man Quartettbesetzungen, also Rhythmusgruppe plus Saxophon. Davon abgeleitet muss man die Triobesetzungen sehen, bei denen das Harmonieinstrument, also Gitarre oder Piano, weggelassen wird.
Reine Saxophonbesetzungen sind seltener, nehmen aber nicht nur in Grenzgebieten des Jazz aufgrund der fast unbegrenzten Klangmöglichkeiten eine interessante Rolle ein, wie etwa das World Saxophone Quartet oder die Kölner Saxophon Mafia als zwei sehr langlebige Ensembles belegen. Wichtig sind Saxophone auch in einer Big Band, hier sind sie meist wie folgt besetzt: erstes und zweites Altsaxophon, erstes und zweites Tenorsaxophon sowie ein Baritonsaxophon.
Um im Jazz eine individuelle Klangfarbe erzielen zu können, ist neben dem eigentlichen Instrument die Wahl des Equipments, also der Zubehörausstattung, entscheidend. Nicht nur das Material des Mundstückes (meist Metall oder Ebonit) und dessen Form, sondern auch die Bauart der Ligatur beeinflussen die Klangfarbe. Hierbei ist es nicht selten, dass Mundstücke nachträglich in der Form angepasst („refaced“) werden.

### Popularmusik

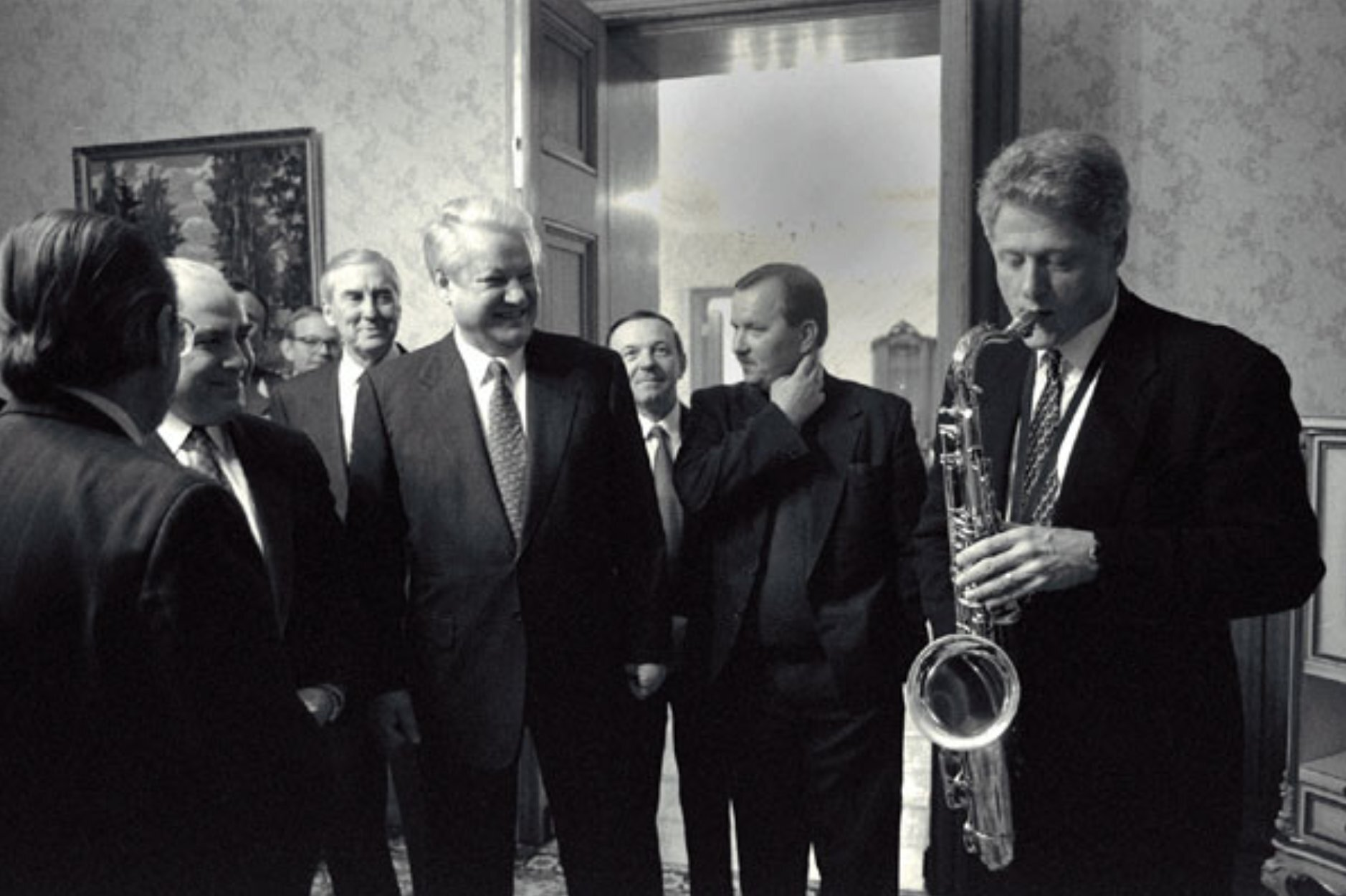
Der ehemalige US-Präsident Bill Clinton ist unter anderem für sein Spiel auf dem Saxophon bekannt (1994)

Ein „röhrendes“ Saxophon spielte eine tragende Rolle im klassischen Rock ’n’ Roll, namentlich im Twist. Besonderer Beliebtheit erfreute es sich in der schwarzen amerikanischen Musik, dem Soul und dem Blues. Auch im jamaikanischen Ska, ähnlich wie im Soul und der Dancehall-Musik der späten fünfziger und frühen sechziger Jahre, durfte es in den Bläsersektionen nicht fehlen. Seltener wurde es hier auch als Soloinstrument verwendet. In der Rockmusik, insbesondere im New Wave und im wiederbelebten Two-Tone-Ska der 1980er Jahre, war das Saxophon als Soloinstrument sowie als Sektions-Instrument ebenfalls besonders populär und ein regelrechtes Modeinstrument.
In Afrika verbreitete sich das Saxophon zunächst in fünf populären Regionalstilen: ab den 1920er Jahren im Highlife in Westafrika, vor allem in Ghana und Nigeria sowie im Marabi in Südafrika; ab den 1930er Jahren im Soukous am Kongo; ab den 1950er Jahren im Makossa in Kamerun und im Bulawayo jazz in Rhodesien (heute Zimbabwe).

### Filmmusik
Der Titelsong The Pink Panther Theme der Pink-Panther-Reihe, ist ein bekanntes Oscar prämiertes Musikstück mit einem markanten Saxophonsolo, komponiert von Henry Mancini.